# Ань Цисюань
Ань Цисюань (3 грудня 2000 , Чанцзі, Сіньцзян-Уйгурський автономний район ) — китайська лучниця, срібна призерка Олімпійських ігор 2024 року.

## Виступи на Олімпіадах
| Олімпіада  | Дисципліна             | Місце |
| ---------- | ---------------------- | ----- |
| Париж 2024 | індивідуальна першість | 33    |
| Париж 2024 | командна першість      | 2     |

## Зовнішні посилання
- Ань Цисюань на сайті World Archery (англійська)